# Ateuchus puncticolle
Ateuchus puncticolle là một loài bọ cánh cứng trong họ Bọ hung (Scarabaeidae).